# إيما جين غويتون
إيما جين غويتون (بالإنجليزية: Emma Jane Guyton)‏ (20 أبريل 1825، برمنغهام في المملكة المتحدة - 25 أغسطس 1887 في المملكة المتحدة)؛ روائية بريطانية.